# جون إي. وودز (مؤرخ)
جون إي. وودز (بالإنجليزية: John Woods)‏ هو مؤرخ أمريكي، ولد في 21 يوليو 1938.